# ディープピープル
『ディープピープル』（英: DEEP PEOPLE）は、NHK総合で放送されたトーク番組である。

## 概要
毎回のテーマ分野においてそれぞれ道を究めた3人が、極めた人なりの密度の濃いトークを展開する異色のトーク番組である。三角に相対すように設置された椅子に座り、テーマ分野について語り合う。トークする3人は、同じテーマ分野ながら異なる手法を持つスペシャリストであり、それぞれが自身の手法や所属先の現状について語る。この番組では、ディベート番組のように他のメンバーの手法について直接否定したり強い反論をすることは少なく、互いの手法に関心を寄せて意見を聞く場面も見られる。進行役の2人は別室におり、女性アシスタントが主にトークの内容やテーマ分野の補足を行い、関根勤がそれにコメントやツッコミを入れる。
2009年5月28日に『番組たまごトライアル2009』として単発で放送され、翌2010年に不定期の集中編成で随時放送された。2011年4月から10月まで月曜22時台でレギュラー放送された。2012年10月から日曜24時台でレギュラー放送が再開された（初回のみ木曜22時台の放送）。
なお、2012年度に番組のタイトル表示の際に流れる曲は、イギリスのハードロックバンドディープ・パープルの「紫の炎」である。2011年度までは同じくディープ・パープルの「ハイウェイ・スター」であった。

## 出演者
進行役
- 関根勤
- 中川翔子（2012年度レギュラー）

過去の進行役
- 鈴木奈穂子（番組たまご）
- 安部みちこ（2010年度レギュラー）
- 中村慶子（2011年度レギュラー）

特別ゲスト
- 八田亜矢子（2010年度第2回）
- 松村邦洋（2012年度第1回）

## 放送リスト
| 放送日               | テーマ                     | ゲスト                                   |
| 番組たまご（2009年） | 番組たまご（2009年）       | 番組たまご（2009年）                     |
| -------------------- | -------------------------- | ---------------------------------------- |
| 5月27日              | ボクシング世界チャンピオン | 浜田剛史 畑山隆則 長谷川穂積             |
| レギュラー           |                            |                                          |
| 2010年               |                            |                                          |
| 7月17日              | 柔道金メダリスト           | 吉田秀彦 野村忠宏 細川伸二               |
| 7月24日              | 予備校講師                 | 竹岡広信 板野博行 大竹真一               |
| 7月31日              | 漫才師                     | 増田英彦 中川剛 水道橋博士               |
| 10月2日              | 宝塚トップスター           | 真琴つばさ 春野寿美礼 安蘭けい           |
| 10月9日              | 競泳・背泳ぎ選手           | 鈴木大地 中村真衣 古賀淳也               |
| 10月16日             | 寿司職人                   | 金坂真次 高橋青空 杉田孝明               |
| 2011年               |                            |                                          |
| 2月11日              | フォークボール             | 佐々木主浩 牛島和彦 村田兆治             |
| 2月19日              | 戦場カメラマン             | 宮嶋茂樹 高橋邦典 渡部陽一               |
| 2月26日              | 気象予報・航空編           | 浦健一 上浦邦治 原基                     |
| 4月18日              | 中国に勝つ卓球             | 水谷隼 松下浩二 田崎俊雄                 |
| 4月25日              | 女性の美を撮る写真家       | 篠山紀信 ホンマタカシ 梅佳代             |
| 5月2日               | 胃がんのスーパー外科医     | 佐野武 宇山一朗 小嶋一幸                 |
| 5月9日               | 女性演歌歌手               | 小林幸子 坂本冬美 長山洋子               |
| 5月16日              | バレーボール・セッター     | 竹下佳江 中田久美 眞鍋政義               |
| 5月23日              | フライトドクター           | 松本尚 小林誠人 髙山隼人                 |
| 5月30日              | 女子マラソン               | 有森裕子 千葉真子 山下佐知子             |
| 6月6日               | 動物園飼育員・ゾウ編       | 椎名修 古田洋 片柳雅之                   |
| 6月13日              | 人型ロボット開発者         | 石黒浩、高西淳夫、小菅一弘               |
| 6月20日              | 時代劇をいろどる殺陣       | 林邦史朗、清家三彦、松方弘樹             |
| 6月27日              | トップ営業マン             | 平田進也 卯木啓示 瀬名波文野             |
| 7月4日               | トップ・パティシエ         | 鎧塚俊彦 高木康政 サントス・アントワーヌ |
| 7月11日              | ものまねタレント           | コロッケ コージー冨田 ミラクルひかる     |
| 8月1日               | スーパー指揮者             | 小林研一郎 広上淳一 下野竜也             |
| 8月22日              | ヒーロー声優               | 古谷徹 小山力也 野沢雅子                 |
| 8月29日              | イルカ・トレーナー         | 井上聰 立川利幸 土屋祐                   |
| 9月12日              | 落語家                     | 桂三枝 春風亭昇太 立川談春               |
| 9月19日              | 音楽プロデューサー         | 秋元康 小林武史 HIRO                     |
| 9月26日              | 連続ドラマ脚本家           | 岡田惠和 中園ミホ 尾崎将也               |
| 10月3日              | スーパー美容師             | 川島文夫 新井唯夫 宮村浩気               |
| 2012年               |                            |                                          |
| 10月4日              | 大河女優「平清盛」         | 深田恭子 加藤あい 愛原実花               |
| 10月28日             | 振付師                     | 牧野アンナ 仲宗根梨乃 杉谷一隆           |
| 11月4日              | FMラジオDJ                 | 小林克也 クリス・ペプラー ピストン西沢   |
| 11月11日             | スピードスケート男子500M   | 清水宏保 長島圭一郎 加藤条治             |
| 11月18日             | ヒットCM ～企画の裏側～    | 澤本嘉光 箭内道彦 山崎隆明               |
| 11月25日             | 特撮監督                   | 樋口真嗣 関山和昭 桜井景一               |
| 12月2日              | 緊急特集 いじめ            | 尾木直樹 大河内祥晴 鹿嶋真弓             |
| 12月9日              | 緊急特集 いじめ            | 尾木直樹 大河内祥晴 鹿嶋真弓             |
| 12月23日             | サッカー日本代表監督の通訳 | フローラン・ダバディ 鈴木國弘 千田善     |